# Certej-Dammbruch
Koordinaten: 45° 57′ 38,5″ N, 22° 58′ 47,4″ O
Der Certej-Dammbruch von 1971 war eine Flut, die durch das Versagen des Staudamms eines Absetzbeckens der Certej-Mine entstand und 89 Todesopfer forderte. Sie ereignete sich am 30. Oktober 1971 in Certeju de Sus im Kreis Hunedoara, Rumänien.

## Hintergrund
Das Absetzbecken von Certej wurde zwischen 1936 und 1971 genutzt, um Cyanid- und säurehaltigen Schlamm aus der örtlichen Goldmine abzulagern.

## Das Unglück
Um 4:55 Uhr in der Nacht brach der Damm auf einer Länge von 80 Metern und aus dem Absetzbecken entwichen 300.000 Kubikmeter Rückstände in Richtung des Ortes Certej, und überfluteten einen Bereich von etwa 4–5 km unterhalb des Beckens. Die Flut zerstörte sechs Appartement-Gebäude vollständig, ein Schlafsaalgebäude und sieben Privathäuser, wobei es 89 Tote und 76 Verletzte gab. Wegen der frühen Morgenstunde schliefen die meisten Opfer, weswegen es so viele Tote gab.

## Nachspiel
Die rumänischen Behörden gaben in der Presse nur 48 Tote an, um einen nationalen Trauertag (Staatstrauer) zu vermeiden. Die Überlebenden wurden für den Verlust ihrer Wohnungen entschädigt, sie erhielten vom Staat eine Unterkunft oder Baumaterial, um sich ihre Häuser wieder aufzubauen.
Eine Regierungskommission aus 16 Experten wurde gegründet, um das Unglück zu untersuchen. Ihren Untersuchungen zufolge haben die Absetzschlämme ihre Stabilität verloren, weil sie eine Höhe über das erlaubte Maß hinaus erreicht hatten. Außerdem kann der unterschiedliche Inhalt des Beckens ein Grund gewesen sein, weil zwischen 1936 und 1971 verschiedenste Materialien abgelagert worden waren, die verschiedene Eigenschaften hatten, so dass diese zu einem Abrutschen führten.
Die Staatsanwälte vernahmen den Planer des Staudamms und fünf andere Personen, aber am Ende ließen sie alle Anklagen fallen, weil das Unglück nicht vorhergesehen werden konnte.